# Años 1200
Los años 1200 o década del 1200 empezó el 1 de enero de 1200 y terminó el 31 de diciembre de 1209.

## Acontecimientos
- 1201. Riga, capital de Letonia, es fundada por el obispo alemán Albert von Buxhoevden.[1]
- 1205. Batalla de Adrianópolis entre búlgaros y latinos.
- 1205. Batalla de Serres.
- 1209. Se funda la Universidad de Cambridge.
- Se estima la última errupción de Quilotoa durante estos años.
- Nace la cultura inca.
- Leonardo de Pisa (más conocido como Fibonacci) publica el Liber abaci (Libro del ábaco o Libro de los cálculos) difundiendo en Europa la numeración arábiga.